# Diamesa incallida
Diamesa incallida är en tvåvingeart som först beskrevs av Walker 1856.  Diamesa incallida ingår i släktet Diamesa och familjen fjädermyggor. Arten är reproducerande i Sverige. Inga underarter finns listade i Catalogue of Life.